# U-15.F スキにさせて!
『U-15.F スキにさせて!』（アンダーフィフティーン・エフ スキにさせて）は、2003年4月6日から同年9月28日までテレビ東京系列局で放送されていたアイドルバラエティ番組である。テレビ東京と電通の共同製作。全26回。放送時間は毎週日曜 17:30 - 18:00 （日本標準時）。
司会の真矢みきと豊岡真澄が、小学5年から中学3年までの少女40人と毎回ひとつのテーマで語り合っていた番組。浜崎あゆみをキャラクター化したショートアニメ『ayupan』（アユパン）が1コーナーとして放送されていた。

## 出演していたアイドル
（50音順）
| - 秋山莉沙 - 安島丹希 - 雨野美咲 - 彩月貴央 - 伊澤有梨須 - 石川葵 - 泉綾香 - エリザベス泉 - 遠藤文野 - 大高琴美 | - 大縄彩香 - 大場麻未 - 尾崎美佳 - 勝野由里絵 - 川尻光紀 - 記野未比呂 - 木村絵美 - 清浦夏実 - 駒崎智子 - 駒宮美都李 | - 近藤好美 - 佐藤瀬奈 - 尻無浜冴美 - 清水芽衣 - 須田裕美 - 田岡めばえ - 竹田真恋人 - 田中里奈 - 玉山静香 - 南雲咲子 | - 成田真央 - 野村瑞季 - 橋本侑里映 - 林清羅 - 水井亜紀 - みなみみな - 山田由梨 - 山本絵理 - 吉田茉以 - 吉松真麻 |

## コーナー

### 前期
TRY HAPPY
メンバーがカメラに向かって最近あった嬉しい出来事をコメントするコーナー。主にCM前に流されていた。前期にはスタジオ内で行っていたが、後期に入るとスタジオ外でのロケーション撮影になった。
スキにおしえて
毎回メンバーが様々な分野で活躍する女性たちの下を訪れ、様々な事を教えてもらうコーナー。最終回では、番組後期のエンディングテーマを担当したSweetSを訪ねた。
スキにききたい
小学生の女の子が司会の真矢の楽屋を訪ね、分からない言葉について教えてもらうコーナー。短期間で終了。
らしい姉妹
スタジオトークの間に突然始まるコーナーで、「おばあちゃんに背が伸びたと言うと服を買ってもらえるらしい」といった視聴者から送られてきた様々な噂を紹介。本コーナーに出演していた外国人の女の子の名前は、番組が終了するまで明らかにされなかった。
エンディング2ショットトーク
メンバーの中から選ばれた2人がその回の出来事や最近あった嬉しい事を語るコーナー。
スキに言わせて
メンバーがひとつのテーマについて「アリ」なのか「ナシ」なのかを討論するコーナー。まずテーマが発表され、それに対してアリだと思ったメンバーは衣装からブレザーを取り（夏場にはベスト）、ナシならそのままの格好で討論スタート。途中で気が変わったら変更も可能。多数決制で、最終的にアリとナシそれぞれに付いた人数で結論を出していた。最初の数回は40人全員が参加していたが、途中からメンバーの代表者が討論を行い、残りのメンバーはひな壇で観戦する形式になった。
渋原ランキング
渋谷と原宿で15歳以下の女性に聞いた様々な事柄をランキング形式で発表するコーナー。

### 後期
プリカジ
最新ファッションや小物を披露するコーナー。時にはメンバーの代表者がファッションモデルを務めることもあった。
U15グルメ
視聴者からの投稿で選ばれた一風変わった料理を実演形式で紹介するコーナー。最終回間際の時期には、一般人に試食で判定してもらうこともあった。
おさじょ（押えておきたい情報）
「消しゴムの代わりに輪ゴムを鉛筆の後ろにまいて使うと消しゴム代わりになる」などの知っていると役に立ちそうな情報を視聴者から募集し、それを紹介するコーナー。
以上のほかにも、メンバーがあるシチュエーションで言いそうなセリフをランキング形式で披露するコーナーや、占いのコーナーも存在した。そして最終回ではメンバーが特技を披露し、一般女性5人から10点満点で採点してもらった結果が上位10位に入った人物を紹介した。この企画では、唯一須田が満点を獲得した。

## スタッフ
- ナレーション：小松由佳
- プロデューサー：佐藤哲也（テレビ東京）、渡辺哲也（電通）、江間浩司（FAB）
- 制作協力：FAB、NET WEB
- 製作：テレビ東京、電通

## テーマ曲
- Thru With U （Heartsdales、2003年4月 - 6月）
- LolitA★Strawberry in summer （SweetS、2003年7月 - 9月）

## 備考
出演者は基本的に女性のみであったが、一度だけ男性タレントのつまみ枝豆が怪談を披露するため、8月10日放送分に出演したことがある。